# فرودگاه ماتاهورا
فرودگاه ماتاهورا (به انگلیسی: Matahora Airport) یک فرودگاه همگانی است . این فرودگاه در کشور اندونزی قرار دارد و در ارتفاع ۰ متری از سطح دریا واقع شده‌است.